# Tizzano Val Parma
Tizzano Val Parma ist eine Gemeinde mit 2164 Einwohnern (Stand 31. Dezember 2023) in der italienischen Provinz Parma (PR), Region Emilia-Romagna.
Nachbargemeinden sind Corniglio, Langhirano, Neviano degli Arduini, Palanzano
Das Gemeindegebiet umfasst eine Fläche von 78 km².

## Bevölkerungsentwicklung
- 1861: 3489
- 1871: 3749
- 1881: 4166
- 1901: 4999
- 1911: 5252
- 1921: 5665
- 1931: 5096
- 1936: 4730
- 1951: 4488
- 1961: 3732
- 1971: 3070
- 1981: 2697
- 1991: 2283
- 2001: 2126